# Mark Herrier
Mark Herrier (* 6. Oktober 1954 in Santa Barbara, Kalifornien) ist ein US-amerikanischer Schauspieler und Regisseur.

## Leben
Herrier besuchte nach seinem Schulabschluss das Pacific Conservatory of the Performing Arts in Santa Maria, wo er sich zum Schauspieler ausbilden ließ. Danach arbeitete er zunächst an lokalen Theatern in Seattle, wo er unter anderem 1978 am Seattle Repertory Theatre in einer Produktion von Henrik Ibsens Baumeister Solneß mitwirkte.
Er zog später nach New York, wo er 1981 sein Broadwaydebüt in einer Produktion des Musicals Brigadoon feierte. Im Jahr darauf spielte er Donalbain in William Shakespeares Macbeth, kehrte dem Theater jedoch den Rücken, als er für eine der Hauptrollen in der Teenagerkomödie Porky’s besetzt wurde. Als Billy trat er auch in den beiden Fortsetzungen 1983 und 1985 auf.
Seine Hollywoodkarriere kam jedoch nicht richtig in Gang, außer in den drei Porky’s-Filmen war er in den 1980er Jahren zwar noch in Der Tank neben James Garner sowie in der Komödie Wahre Männer an der Seite von James Belushi zu sehen, letzterer sollte jedoch sein bislang letzter Spielfilmauftritt bleiben. Anschließend hatte er unregelmäßig Gastauftritte in Fernsehserien wie Mord ist ihr Hobby, Ein gesegnetes Team und Practice – Die Anwälte. 1991 drehte er als Regisseur den Horrorfilm Skinner mit Dee Wallace und Jill Schoelen.

## Filmografie (Auswahl)
- 1982: Porky’s
- 1983: Porky’s II – Der Tag danach
- 1983: M*A*S*H
- 1984: Der Tank (Tank)
- 1985: Porky’s Rache (Porky’s Revenge)
- 1987: Wahre Männer (Real Men)
- 1988: Freddy’s Nightmares (Freddy’s Nightmares: A Nightmare on Elm Street – The Series)
- 1989: Mord ist ihr Hobby (Murder, She Wrote)
- 1989: Paradise – Ein Mann, ein Colt, vier Kinder (Paradise)
- 1991: Ein gesegnetes Team (Father Dowling Mysteries)
- 1998: Practice – Die Anwälte (Practice)
- 2001: Gideon’s Crossing
- 2019–2021: Bosch (19 Episoden)

## Broadway
- 1981: Brigadoon
- 1982: Macbeth